# Tomtebacken en Gullö
Tomtebacken en Gullö (Zweeds: Tomtebacken och Gullö) is een småort in de gemeente Göteborg in het landschap Bohuslän en de provincie Västra Götalands län in Zweden. Het småort heeft 100 inwoners (2005) en een oppervlakte van 17 hectare. Eigenlijk bestaat het småort uit twee verschillende plaatsen: Tomtebacken en Gullö. Het småort ligt op het eiland Hisingen en grenst direct aan de Nordre älv, een zijrivier van de Göta älv. Door het småort loopt een spoorlijn en de stad Göteborg ligt ongeveer tien kilometer ten zuiden van het småort.